# Taça de Macau 2022
Der Taça de Macau 2022 war ein Ko-Fußballwettbewerb in Macau. Organisiert wurde der Wettbewerb von der Macau Football Association. Der Wettbewerb begann am 9. Juni 2022 und endete mit dem Finale am 30. September 2022. Titelverteidiger war Chao Pak Kei.

## Termine
| Runde            | Datum                                 |
| ---------------- | ------------------------------------- |
| Vorrunde         | 9. Juni 2022                          |
| Viertelfinale    | 16. Juni 2022 11. September 2022      |
| Halbfinale       | 18. September 2022 24. September 2022 |
| Spiel um Platz 3 | 29. September 2022                    |
| Finale           | 30. September 2022                    |

## Resultate und Begegnungen

### Vorrunde
| Datum        |                  | Ergebnis |               |
| ------------ | ---------------- | -------- | ------------- |
| 9. Juni 2022 | Casa de Portugal | 2:1      | Tak Chun Ka I |

### Viertelfinale
| Datum              |                         | Ergebnis |                  |
| ------------------ | ----------------------- | -------- | ---------------- |
| 16. Juni 2022      | Sporting Clube de Macau | 0:5      | Benfica de Macau |
| 16. Juni 2022      | CD Monte Carlo          | 20:00    | Casa de Portugal |
| 11. September 2022 | CD Lün Lók              | 0:5      | Cheng Fung       |
| 11. September 2022 | Chao Pak Kei            | 20:00    | CFB Macau        |

### Halbfinale
| Datum              |                | Ergebnis |                  |
| ------------------ | -------------- | -------- | ---------------- |
| 18. September 2022 | Chao Pak Kei   | 2:0      | Cheng Fung       |
| 24. September 2022 | CD Monte Carlo | 2:0      | Benfica de Macau |

### Spiel um Platz 3
| Datum              |            | Ergebnis        |                  |
| ------------------ | ---------- | --------------- | ---------------- |
| 29. September 2022 | Cheng Fung | 2:2 (4:3 i. E.) | Benfica de Macau |

### Finale
| Datum              |              | Ergebnis |                |
| ------------------ | ------------ | -------- | -------------- |
| 30. September 2022 | Chao Pak Kei | 4:1      | CD Monte Carlo |